# Южная Кута
Южная Кута (индон. Kuta Selatan) — район (индон. kecamatan) в южной части индонезийского острова Бали. Район входит в округ Бадунг провинции Бали. Он полностью расположен на территории полуострова Букит, образующего южную оконечность Бали. 
Площадь района составляет 101,13 км² , а численность населения по данным переписи 2010 года составляет 116 143 человек, а по данным переписи 2020 года — 131 139 человек. На севере граничит с районом Кута, на юге, востоке и западе — омывается морем. 
Район насыщен туристической инфраструктурой, в его восточной части находится курортная зона Нуса-Дуа.
По состоянию на 2023 год, в Южной Куте случались жалобы местного населения на избыточный туризм и нарушение местных норм со стороны русских туристов.

## Административное деление
В него входят шесть деревень, перечисленных ниже, с указанием их площади и численности населения по данным переписи 2010 года и переписи 2020 года. 
| Name      | Площадь в км2 | Численность 2010 человек | Численность 2020 человек |
| --------- | ------------- | ------------------------ | ------------------------ |
| Печату    | 26,41         | 7378                     | 13 713                   |
| Унгасан   | 14,99         | 14 221                   | 16 716                   |
| Кутух     | 8,56          | 3606                     | 5322                     |
| Беноа     | 28,28         | 39 570                   | 41 722                   |
| Танджунг  | 2,39          | 6767                     | 6376                     |
| Джимбаран | 20,50         | 44 376                   | 47 290                   |
| Итого     | 101,13        | 115 918                  | 131 139                  |

Джимбаран находится в южной части перешейка, соединяющего полуостров Букит с основной территорией Бали, непосредственно у границы с районами Кута и Тубан, находящимися севернее.
Печату, Унгасан и Кутух — деревни высоко на плато. Большинство туристов, как правило, называют районы Печату, Унгасан и Кутух одним общим словом — Улувату. В то время как Улувату — это знаменитый храм Лухур Улувату в Печату, на юге полуострова Букит. 
Беноа находится на восточном конце полуострова и включает в себя курортную зону Нуса-Дуа, а Танджунг-Беноа образует узкую песчаную косу, простирающуюся на север в сторону Денпасара.